# Castelchiodato
Castelchiodato is een plaats (frazione) in de Italiaanse gemeente Mentana.